# آن بويد
آن بويد (بالإنجليزية: Anne Elizabeth Boyd)‏ هي معلمة موسيقى وملحنة أسترالية، ولدت في 10 أبريل 1946 في سيدني في أستراليا.

## وصلات خارجية
- آن بويد على موقع ميوزك برينز (الإنجليزية)